# Comme un oiseau en plein envol
Comme un oiseau en plein envol est le premier roman de l'écrivaine camerounaise Danielle Eyango. Le style est emprunt d'une tonalité franche et vengeresse, assorti de crudité dans les propos et d'une expression de haine viscérale, à travers le récit de la vie et la mort de « Tonton vieux » comme elle l'appelle affectueusement, décédé le 20 novembre 1996. Par ailleurs, l'autrice étale dans son œuvre l'émiettement d'une famille à cause de la haine, la jalousie et les égos. 
L'œuvre de Danielle Eyango, en plus d'être l'émanation de devoir de mémoire et d'un hommage à son oncle, est surtout le resultat d'un scénario surnaturel inhérent à plusieurs songes dans lesquels elle reçoit des instructions de son oncle de mettre par écrit leurs échanges, s'accompagnant parfois des chants du défunt artiste. Tout cela commence en 2000, elle n'a alors que 18 ans, et est étudiante à l'université de Buéa. Au début sceptique, Danielle n'en tient pas compte car, juriste de formation, cela relève du non factuel ; mais le retour à la charge de son oncle la fait changer d'avis. Les songes se poursuivent jusqu'en 2011 ; elle écrit tout des conversations avec son oncle et cette année là celui-ci lui demande de relire tout ce qu'elle a écrit. Satisfait, son oncle exprime son soulagement et écrit « l'oiseau peut s'envoler, il n'est plus malade », d'où le titre du roman. 
Danielle Eyango précise que son livre constitue une thérapie pour elle contre toute la haine qui l'anime depuis la connaissance des circonstances de la mort de son oncle et une condition pour le repos paisible de celui-ci.

## Résumé
Kotto Bass, artiste  très populaire de la scène musicale au Cameroun, connait une mort mystérieuse qui laisse un grand vide dans sa famille. De son vrai nom Nyamsi Kotto Auger Théodore, encore enfant, l'artiste est atteint d'une maladie dont la conséquence est la perte de l'usage de ses jambes. Peu de temps après, il se découvre tôt une passion pour la musique. Il se confectionne alors une guitare et s'instruit musicalement en écoutant le chanteur congolais Koffi Olomide. Ce dévouement le façonne et l'élève au niveau incontournable dans la guitare et la percussion. Entre temps, une femme nommée Caroline noue une relation avec l'artiste et devient sa petite amie. Sous l'effet des pratiques charlatanesques de ladite fille, Kotto Bass est envoûté et n'a d'yeux que pour elle. Caroline répond aussi aux avances d'autres hommes du quartier.
De l'autre côté, Chantal, mère de la narratrice (autrice) et grande sœur de Kotto Bass, nouvellement mariée et très assise financièrement, se construit une villa sur un terrain acquis par elle-même sur insistance de sa mère, mais dont le titre foncier est au nom de cette dernière. Seulement, au vu de sa situation financière Chantal est continuellement exploitée par sa famille, ce qui parallèlement fragilise son mariage; et comme il fallait s'y attendre le foyer de Chantal se brise et est contrainte de retourner chez sa mère. Dès lors, celle-ci lui témoigne du mépris et de l'ingratitude. À la suite de cela, la santé de Chantal en est affectée ; elle se retire dans le village.
Au courant de ce que vit sa grande soeur, Kotto Bass va lui rendre visite pour la saluer et la réconforter. De retour de chez elle, le pire se produit : l'artiste se retrouve dans un état agonisant et peu après décède. La narratrice est affectée par la perte d'un être cher, celui qu'elle considérait au delà de tout comme son père. Après l'inhumation de Kotto Bass, ses frères et ses sœurs accompagnés de leur mère assignent Chantal en justice, et mettent tout en œuvre la condamner pour le décès de l'artiste. C'est alors que les amis du défunt artiste interviennent afin de rétablir le calme : ils expliquent qu'en réalité, le décès de Kotto Bass fait suite à la consommation du poisson à la braise [empoisonné] plus tôt chez Caroline, son seul repas le jour avant son décès, et en plus quelques jours avant, Caroline avait profèrer des menaces de mort à l'artiste.

## Divers
La vente du livre permet de financer la fondation lancée le 15 juin 2019 par Danielle Eyango nommée la case de Tonton Vieux. Fondation Kotto Bass, située à Bonandale, à Douala. La fondation a pour but de venir en aide aux personnes infirmes et de familles démunies. 

## Sources et références
1. 1 2 3 4 5  « "Kotto Bass, Comme un oiseau en plein envol" de Danielle EYANGO: Entre hommage,déchirures et déchirements intérieurs », sur Biscottes littéraires, 5 mars 2021 (consulté le 23 mars 2025)
2. 1 2  cameroun24 net-Master Communication, « La vie éternelle de Kotto Bass », sur cameroun24.net (consulté le 29 mars 2025)
3. ↑  « Danielle Eyango : « Kotto Bass était un virtuose qui a couru beaucoup plus vite que les autres… » », sur culturebene7.rssing.com (consulté le 27 mars 2025)
4. 1 2  « LA MUSIQUE DE KOTTO BASS DANS UN ROMAN », sur Culturebene, 1er décembre 2012 (consulté le 23 mars 2025)
5. ↑  Sylvie Clerfeuille, « Kotto Bass », sur Afrisson, 3 mars 2020 (consulté le 23 mars 2025)
6. ↑  La rédaction, « 20 Novembre 1996 - 20 Novembre 2017 : Kotto Bass, 21 ans déjà ! », sur Agenda Culturel du Cameroun, 20 novembre 2017 (consulté le 26 mars 2025)
7. ↑  « Douala : une fondation en mémoire de Kotto Bass », sur www.cameroon-tribune.cm (consulté le 26 mars 2025)
8. ↑  « Vingt-trois ans après… Kotto Bass renaît à Bonendalè II », sur LA VOIX DU KOAT, 26 mars 2025 (consulté le 26 mars 2025)